# ألبرت هستر
ألبرت هستر (Albert L. Hester) هو كاتب عمود ومؤرخ ومراسل صحفي سابق ومؤلف أمريكي.
خلال مسيرته المهنية في الصحافة ، كان هستر مراسلًا ومحررًا لصحيفة دالاس تايمز هيرالد في دالاس ، تكساس ، لمدة 13 عامًا.

## من مؤلفاته
- كتاب: كيف يعمل الصحفيون في العالم الثالث (كتاب)

## وصلات خارجية
- صفحته على شبكة النت